# Edith Olibet
Edith Olibet (* 10. Oktober 1952) ist eine Schweizer Politikerin (SP).

## Leben
Olibet ist im St. Galler Rheintal aufgewachsen und wurde Primarlehrerin. Von 1993 bis 2000 war sie Mitglied des Berner Stadtrates und von 2001 bis 2012 Gemeinderätin der Stadt Bern (2001–2004 Direktorin für Bildung, Umwelt und Integration, 2005–2012 Direktorin für Bildung, Soziales und Sport).
Sie ist verheiratet und hat zwei erwachsene Kinder.